# شاهدخت یامانوبه
شاهدخت یامانوبه ((به ژاپنی: 山辺皇女)؛ (مرگ اکتبر ۶۸۶) در دوره آسوکا، او دختر امپراتور تنجی بود که مادرش بانو هیتاچی (دختر سوگا نو آکائه) بود.
او با شاهزاده اوتسو ازدواج کرد و آنها صاحب یک پسر به نام شاهزاده آوازو شدند ( (津王) وقتی شاهزاده اوتسو در سال ۶۸۶ اعدام شد، او با پاهای برهنه با موهای ژولیده از خانه بیرون دوید و خود را کشت. او اهل ژاپن بود. گفته می‌شود مردمی که مرگ او را تماشا می‌کردند از غم و اندوه گریه می‌کردند.